# Laccophilus salvini
Laccophilus salvini är en skalbaggsart som beskrevs av Sharp 1882. Laccophilus salvini ingår i släktet Laccophilus och familjen dykare. Inga underarter finns listade i Catalogue of Life.